# Daniela Melchiorre
Daniela Melchiorre, née le 12 mai 1970 à Rome, est une femme politique italienne.

## Biographie
Juge militaire de profession, Daniela Melchiorre est élue lors de la XVIe législature de la Camera dei deputati, en s'inscrivant au groupe Mixte (alliée au Peuple de la liberté jusqu'au 13 novembre 2008).
Présidente de La Margherita à Milan, puis secrétaire adjoint pour la Lombardie, elle est nommée secrétaire d'État au ministère de la Justice le 18 mai 2006, jusqu'au 19 mars 2008, où elle accepte de figurer sur les listes du Peuple de la liberté. 
Elle devient présidente des Libéraux-démocrates le 5 juin 2008, peu après avoir été élue députée. Elle quitte le PdL pour le groupe Mixte le 21 juillet 2008 et le 17 novembre 2008, elle annonce le passage des Libéraux-démocrates à l'opposition à Berlusconi et rejoint le Nouveau Pôle pour l'Italie en 2010.
Elle devient secrétaire d'État au Développement économique du gouvernement Silvio Berlusconi IV le 5 mai 2011, poste dont elle démissionne le 28 mai suivant, protestant contre les propos visant les juges italiens tenus par Silvio Berlusconi à Barack Obama, lors du sommet du G8 2011.